# Безушко Зиновія Стефанія
м. Зиновія Безушко ЧСВВ (хресне ім'я Стефанія; 3 грудня 1883, Рокитне, нині Яворівський район Львівської області — 5 березня 1963, Рим, Італія) — українська монахиня-василіянка, настоятелька монастирів у Перемишлі і Яворові, вихователька, архимандриня Чину сестер святого Василія Великого (1954—1963).

## Життєпис
Народилася на Яворівщині в сім'ї священика Львівського заміського деканату і адміністратора парафії в с. Рокитне (тоді Рокитно) о. Івана Безушка. Крім Стефанії, в сім'ї ще були дві дочки. Діти рано стали сиротами: мати померла, коли Стефанії було 13 років (бл. 1896), а батько ще раніше. Дівчатами заопікувалася родина і вони закінчили виділову школу при Українському інституті для дівчат у Перемишлі, що був хорошою виховною установою під керівництвом Марії Примівної. Стефанія з ранніх літ проявляла здібності до музики, і мати подбала, аби дочка вчилася гри на фортепіано. Музику вивчала спочатку в Самборі, а потім в Перемишлі та співала в хорі. Після завершення школи готувалася до вступу в учительську семінарію, проте доступ українкам до таких навчальних закладів тоді ще був досить обмежений, і їй не пощастило. 6 серпня 1901 р. вступила до монастиря сестер василіянок в Словіті, а на облечинах в монашу рясу отримала ім'я Зиновія. 1 серпня 1907 р. в Словіті склала урочисті вічні обіти. Була префектою інтернату для дівчат в Перемишлі (1906—1912), потім вчителькою в Яворові.
В перших днях вересня з початком Першої світової війни виїхала з кількома сестрами до Перемишля, а звідти до Відня, де у військовому шпиталі «Wieder Krankenhaus» сестри доглядали поранених вояків, а потім короткий час перебували в Ґмінду поміж біженців з Галичини. До Яворова повернулася в другій половині серпня 1915 р. Після приїзду була рік настоятелькою в Перемишлі, а в липні 1916 р. призначена ігуменею Яворівського монастиря (до 1919 р.). В часі польсько-українських протистоянь навесні 1919 р. пережила разом із сестрами польські ревізії, а 24 березня польський офіцер навіть погрожував пістолетом, бо хотів, аби вона своїм життям присягнула, що в монастирі не ховаються українські військові. 15 січня 1920 р. виїхала до монастиря в Словіті.

### В еміграції
В липні 1923 р. вперше поїхала до США, а в 1926 році остаточно виїхала туди на працю серед українських емігрантів. Стала настоятелькою монастиря у Філадельфії, при якому окрім двох шкіл: восьмикласної і недільної, був також сиротинець на 100 дітей. Настоятелькою цього монастиря була м. Зиновія аж до 1954 р., коли її вибрано архимандринею Чину сестер св. Василія Великого і вона переїхала до Риму. Як генеральна настоятелька василіянок відвідувала монастирі сестер в Аргентині, Югославії та два рази в США. 
Померла в Римі 5 березня 1963 р. Похоронні богослужіння, на яких був присутній митрополит Йосиф Сліпий, апостольський візитатор єп. Іван Бучко, єп. Андрій Сапеляк, представники Конгрегації для Східної Церкви та численні приятелі, відбулися 7 березня в церкві отців василіян на Авентині. «Бо мати Ігуменя Зиновія була всіми дійсно люблена зі її лагідну вдачу, глибоку покору і святість життя». Тіло її перевезено до Філадельфії, де 11 березня похоронено на цвинтарі сестер василіянок. «Мати Зиновія — це монахиня і настоятелька великого формату. Щоби подати гідну її життя і діяльности посмертну згадку, треба б писати таки довший артикул чи радше книжку»…